# São Sebastião da Bela Vista
São Sebastião da Bela Vista is een gemeente in de Braziliaanse deelstaat Minas Gerais. De gemeente telt 5.193 inwoners (schatting 2009).

## Aangrenzende gemeenten
De gemeente grenst aan Careaçu, Natércia, Pouso Alegre, Santa Rita do Sapucaí en Silvianópolis.